# Márcio Araújo (piłkarz)
Márcio Rodrigues Araújo (ur. 11 czerwca 1984) – brazylijski piłkarz występujący na pozycji pomocnika.

## Kariera piłkarska
Od 2003 roku występował w Corinthians Alagoano, Atlético Mineiro, Kashiwa Reysol, SE Palmeiras i CR Flamengo.